# Serra del Xarpolar

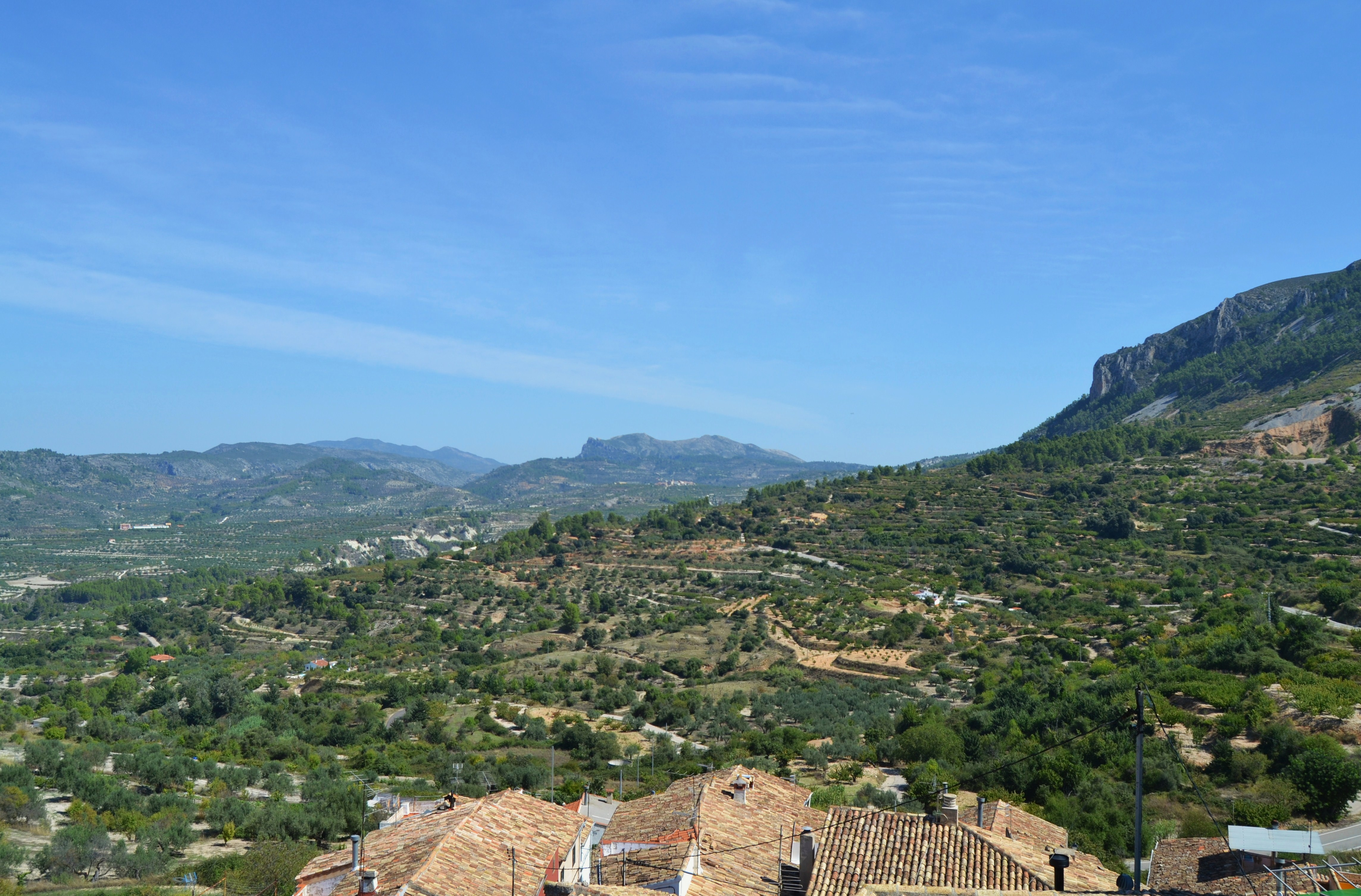
El Xarpolar vist des d'Almudaina

La Serra del Xarpolar o Tossal del Xarpolar és una muntanya del terme municipal de la Vall d'Alcalà (Vall de Gallinera, País Valencià) que s'eleva a 905 msnm. Fa de barrera entre les comarques de la Vall de Gallinera i el Comtat, i frena quasi totes les borrasques que entren de llevant. A més, és la fita natural entre el terme de Planes, la Vall de Gallinera i Alcalà de la Jovada.
Al seu cim es poden trobar restes del poblat íber, del qual són visibles a simple vista les parets dels habitatges. A l'estiu de l'any 2010 va tindre lloc un incendi que va deixar pelada tota la seua part de solana i que encara hui en dia es pot observar.
El 1998 es va crear la Mancomunitat el Xarpolar, que agrupa diversos pobles de la muntanya d'Alacant de les comarques del Comtat i la Marina Alta. La seua capital administrativa es troba a Planes.